# Dolomedes hinoi
Dolomedes hinoi är en spindelart som beskrevs av Izumi Kayashima 1952. Dolomedes hinoi ingår i släktet Dolomedes och familjen vårdnätsspindlar. Inga underarter finns listade i Catalogue of Life.